# ハリサウルス亜科
ハリサウルス亜科 (Halisaurinae) はモササウルス科の亜科であり、後期白亜紀の海洋に生息した有鱗目の双弓類である。ハリサウルス亜科の属は北アメリカ、南アメリカ、ヨーロッパ、アジア、アフリカから発見されており、後期白亜紀において世界的に分布していたことが示唆されている。ハリサウルス亜科に分類される全ての属はかつてハリサウルス属に含まれていたが、現在はエオナタトル、ハリサウルス、フォスフォロサウルス、プルリデンスの計4属が有効とみなされている。
ハリサウルス亜科は全長平均4.5 - 6メートルという小型から中型のモササウルス科である。ハイドロペダルの四肢を持つ既知の全てのモササウルス科の中で、ハリサウルス亜科は最も海洋生活に適応していなかった。ハリサウルス亜科の基地の最初期の化石はサントニアンの時期にあたり、ハリサウルス亜科はそれからマーストリヒチアン（白亜紀末期）まで存続した。ハリサウルス科の語源はハリサウルス属（ギリシャ語で「海」と「トカゲ」による造語）に由来する。

## 記載

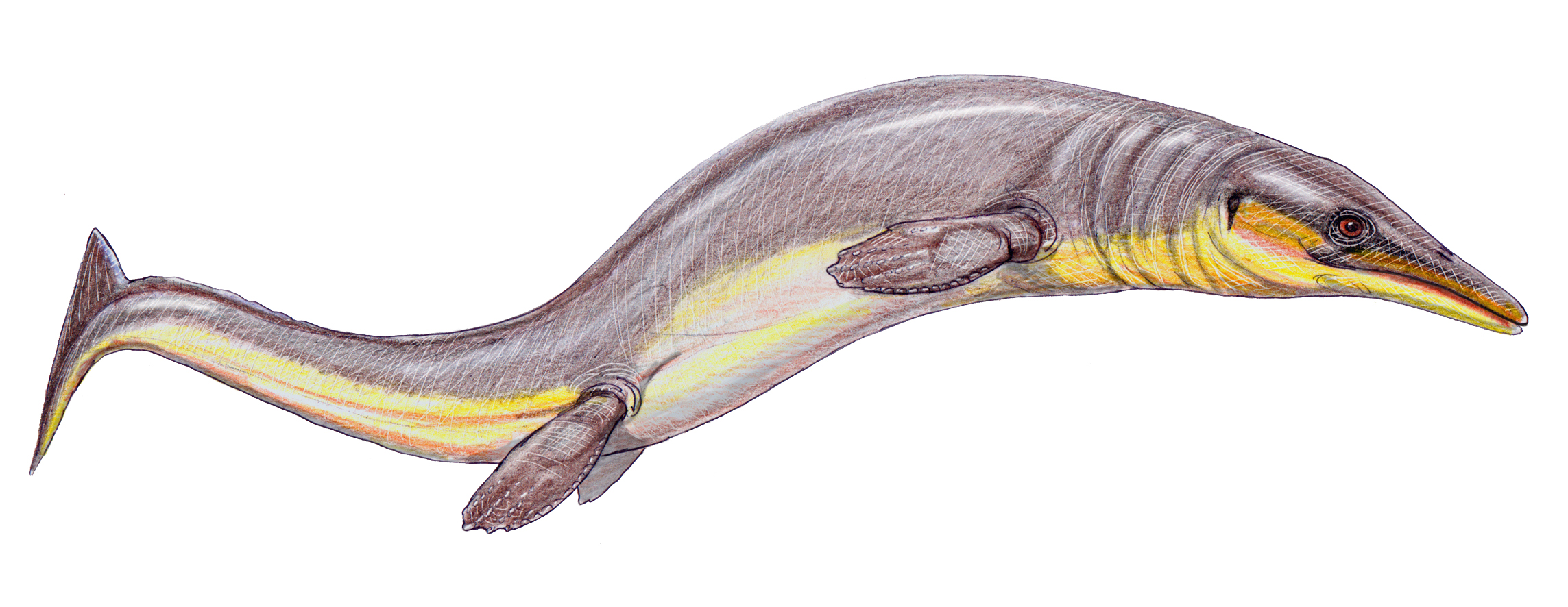
ハリサウルスの復元図

ハリサウルスのもつ複数の特徴から、彼らが派生的な他のモササウルス科の亜科よりも原始的であることが示唆されている。特に彼らのヒレは分化が進んでおらず、ダラサウルスやテティサウルスのようなプレシオペダルのモササウルス亜科の属よりも海へ適応していた一方、同時期に生息した多くのモササウルス科よりも遊泳能力が乏しかった。他の小型モササウルス科が素早く軽快であったことを考えると、ハリサウルス科の遊泳能力が低いことは驚くべきことである。フォスフォロサウルス・ポンペテレガンスの記載では、フォスフォロサウルスが hydrophalangy を持たないことの埋め合わせとして高度に特殊化していたことが明かされた。
他のモササウルス科の亜科（特にティロサウルス亜科やプリオプラテカルプス亜科）がマーストリヒチアンの終わりまでに衰退を見せた一方、ハリサウルス亜科は上記の欠点にもかかわらず、絶滅までに世界規模に分布を広げるほど拡散した。ハリサウルス亜科が大陸間の移動に成功した証拠もあり、エオナタトルがカンパニアンの間に北アメリカの西部内陸海路から現在のスウェーデンへ大規模な移動を見せたことが示されている。
Bardet et al. (2005) では、ハリサウルス亜科は「モササウルスよりもハリサウルスに近縁な全てのモササウルス科」とされた。明白な特徴を以下に列挙する。
- 前上顎骨と上顎骨の接触面が前方では垂直、中央では斜め、後方では水平である。
- 頭頂骨と上側頭骨の接触面が斜めである。
- 橈骨の三分の二に渡って軸前方に隆起が存在する。
- 脛骨と腓骨が細長く、四肢が僅かに広がっている。

曖昧な特徴を以下に列挙する。
- 前頭骨の前方三分の二に背側中央の隆起が存在する。
- 前頭骨が ventral boss を持つ。
- 頭頂孔が ventral boss に囲まれている。
- 方形骨があぶみ骨下の隆起 (infrastapedial process) を持つ。
- 方形骨のあぶみ骨下・あぶみ骨下の隆起が癒合している。
- 椎弓突起[6](zygosphene)と椎弓窩[6](zygantrum)の複合体が存在しない。
- 頚椎のシナプスが椎体の腹側表面まで伸びる。
- 血道棘（血道弓から生じる腹側の突起）が癒合している。

## 系統

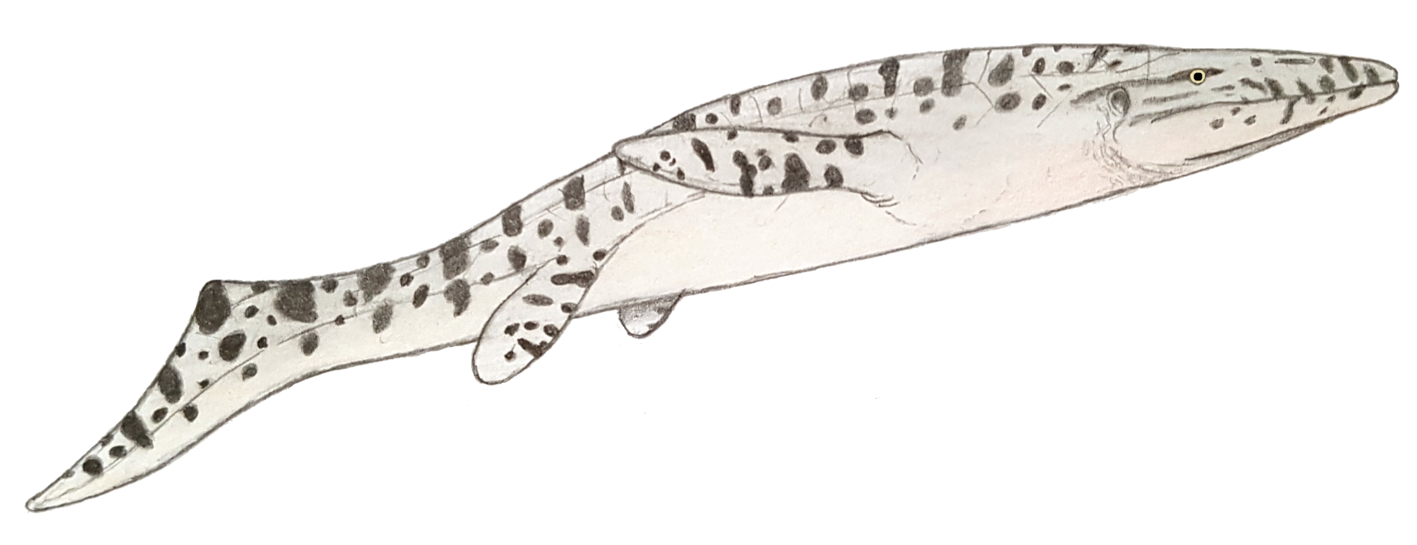
ハリサウルスに基づいたプルリデンスの復元想像図

ハリサウルス亜科のタイプ属であるハリサウルスは長らくモササウルス科の系統研究に重要視されており、ハリサウルス亜科の定義もハリサウルスを取り巻く数十年もの論争の末に決定された。論争の焦点となったのは、アメリカ合衆国アラバマ州の Mooreville Chalk 累層とカンザス州のニオブララ累層から出土するハリサウルス・ステルンベルギであった。この種は元々モササウルス科のクリダステスに割り当てられていた ものが次にハリサウルスに分類され、さらに当時ではモササウルス亜科の属と考えられていた。後の研究者 はハリサウルス・ステルンベルギと他のモササウルス科の種との間に著しい形態学的な差異があることに着目し、ハリサウルスの系統的位置および単系統性に疑問を呈した。
1980年代から1990年代にかけての発見により、ハリサウルスに光が当たった。ハリサウルス・プラティスポンディルスのより完全な骨格が発見され、フォスフォロサウルス・オルトリエビがリンハム・ソイラーにより1996年にハリサウルス属へ割り当てられた。2005年にハリサウルス・ステルンベルギは、ナタリー・バーデットらによる新種ハリサウルス・アランボウルギの記載とともにエオナタトル属に再び割り当てられた。エオナタトルとハリサウルスがごく近縁であるとの記載により、2属は新たにハリサウルス亜科に分類された。彼らの研究はハリサウルス亜科がより派生的なモササウルス科の姉妹群であることを支持した。エオナタトルの記載以降、ハリサウルス・オルトリエビとハリサウルス・ワルケリはそれぞれフォスフォロサウルスとプルリデンスとして独立した。
2017年5月に Tiago R.Simões が行ったモササウルス科の主要な系統解析では、ハリサウルス含むハリサウルス亜科はモササウルス科全体ではなくモササウルス亜科の姉妹群された。これはハリサウルス亜科はがラッセロサウルス類（ティロサウルスやプレシオプラテカルプスなどの属）よりもモササウルス亜科に近縁であることを示している。
以下のクラドグラムはフォスフォロサウルス・ポンペテレガンスの記載の間に行われた小西卓哉らの2015年の解析に基づき、当解析ではハリサウルス内におけるフォスフォロサウルス・ポンペテレガンスの系統的位置関係が示された。この研究においては疑問名のハリサウルス・オンコグナトゥスとプルリデンスは除外されている。
|  | エオナタトル・ステルンベルギ                                                                                  |
|  | |
|  | \| \| フォスフォロサウルス・オルトリエビ \| \| \| \| \| \| フォスフォロサウルス・ポンペテレガンス \| \| \| \| |
|  | |
|  | フォスフォロサウルス・オルトリエビ                                                                            |
|  | |
|  | フォスフォロサウルス・ポンペテレガンス                                                                        |
|  | |

|  | フォスフォロサウルス・オルトリエビ     |
|  |                                        |
|  | フォスフォロサウルス・ポンペテレガンス |
|  |                                        |

|  | エオナタトル・ステルンベルギ                                                                                  |
|  | |
|  | \| \| フォスフォロサウルス・オルトリエビ \| \| \| \| \| \| フォスフォロサウルス・ポンペテレガンス \| \| \| \| |
|  | |
|  | フォスフォロサウルス・オルトリエビ                                                                            |
|  | |
|  | フォスフォロサウルス・ポンペテレガンス                                                                        |
|  | |

|  | フォスフォロサウルス・オルトリエビ     |
|  |                                        |
|  | フォスフォロサウルス・ポンペテレガンス |
|  |                                        |

|  | エオナタトル・ステルンベルギ                                                                                  |
|  | |
|  | \| \| フォスフォロサウルス・オルトリエビ \| \| \| \| \| \| フォスフォロサウルス・ポンペテレガンス \| \| \| \| |
|  | |
|  | フォスフォロサウルス・オルトリエビ                                                                            |
|  | |
|  | フォスフォロサウルス・ポンペテレガンス                                                                        |
|  | |

|  | フォスフォロサウルス・オルトリエビ     |
|  |                                        |
|  | フォスフォロサウルス・ポンペテレガンス |
|  |                                        |

|  | エオナタトル・ステルンベルギ                                                                                  |
|  | |
|  | \| \| フォスフォロサウルス・オルトリエビ \| \| \| \| \| \| フォスフォロサウルス・ポンペテレガンス \| \| \| \| |
|  | |
|  | フォスフォロサウルス・オルトリエビ                                                                            |
|  | |
|  | フォスフォロサウルス・ポンペテレガンス                                                                        |
|  | |

|  | フォスフォロサウルス・オルトリエビ     |
|  |                                        |
|  | フォスフォロサウルス・ポンペテレガンス |
|  |                                        |

## 種
ハリサウルス
- ハリサウルス・プラティスポンディルス
- ハリサウルス・アランボウルギ
- ハリサウルス・オンコグナトゥス[注 2]

フォスフォロサウルス
- フォスフォロサウルス・オルトリエビ
- フォスフォロサウルス・ポンペテレガンス

エオナタトル
- エオナタトル・ステルンベルギ
- エオナタトル・コエレンシス

プルリデンス
- プルリデンス・ワルケリ
- プルリデンス・カラバリア